# Елва
Е́лва (ест. Elva) — місто в Естонії, адміністративний центр волості Елва повіту Тартумаа. Місто не має статусу самоврядування.

## Населення
Чисельність населення на 1 січня 2017 року становила 5669 осіб.
Населення за роками
| Національність | Кількість осіб | Кількість осіб |
| -------------- | -------------- | -------------- |
| естонці        | 5343           | 95,29%         |
| росіяни        | 167            | 2,98%          |
| фіни           | 20             | 0,36%          |
| українці       | 19             | 0,33%          |
| білоруси       | 4              | 0,07%          |
| німці          | 4              | 0,07%          |
| євреї          | 3              | 0,05%          |
| латиші         | 3              | 0,05%          |
| інші           | 19             | 0,33%          |
| невідомо       | 25             | 0,45%          |

## Природа
На території міста лежать два озера: Вереві та Арбі. Озеро Вереві має добре розвинуту систему піщаних пляжів, де влітку відбуваються різноманітні розважальні заходи. Береги озера Арбі вкриті очеретом. Через місто тече річка Елва.
На території міста і навколо нього діють декілька природоохоронних об'єктів.
Пам'яткою природи є сосна Арбімяе (58°13′49″ пн. ш. 26°24′57″ сх. д. / 58.23028° пн. ш. 26.41583° сх. д.), якій більше 300 років. За легендою її посадив шведський король Карл XII.
8 серпня 2010 року над місто пройшла гроза, після якої залишилося багато повалених дерев.

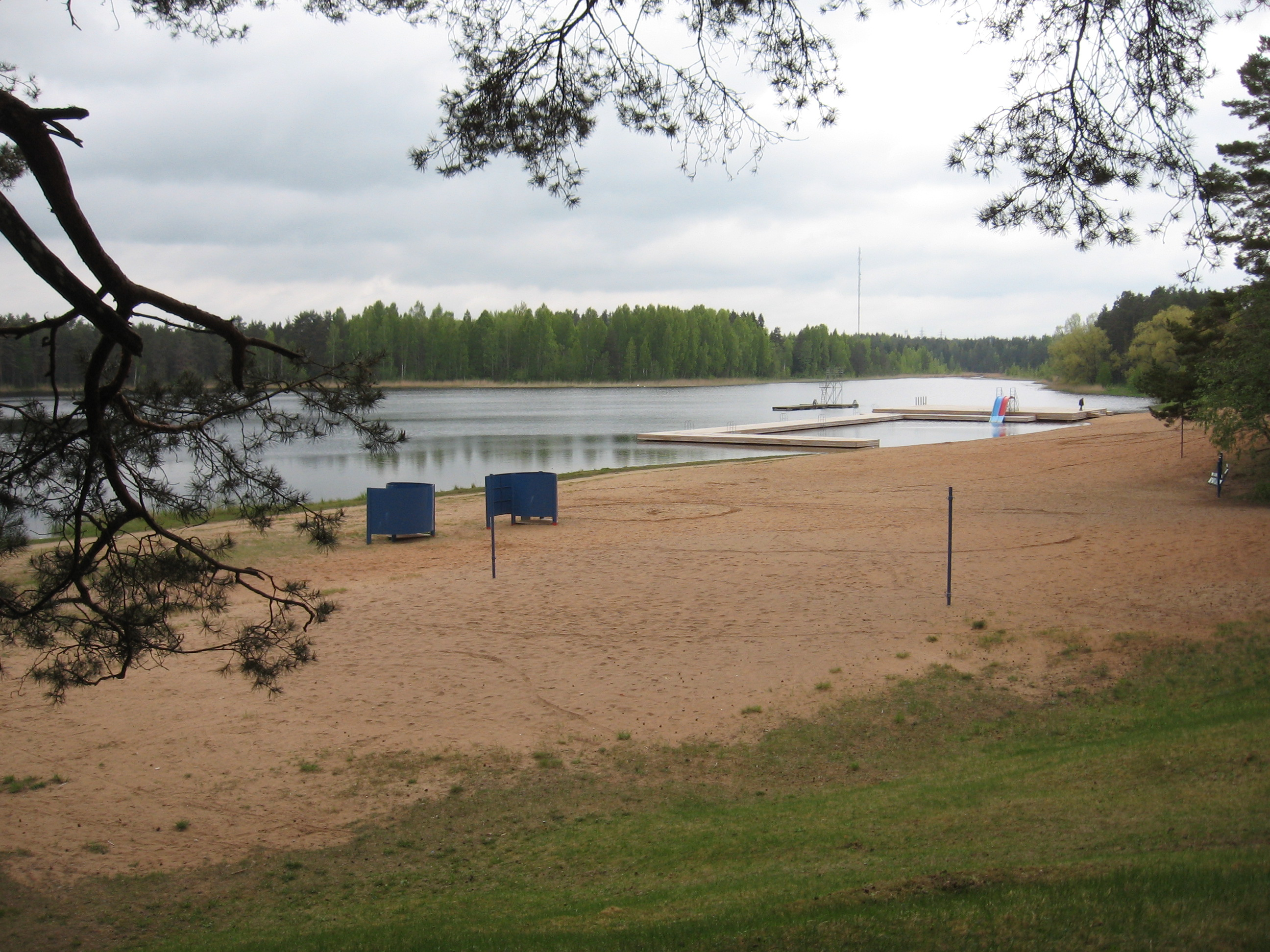
Озеро Вереві
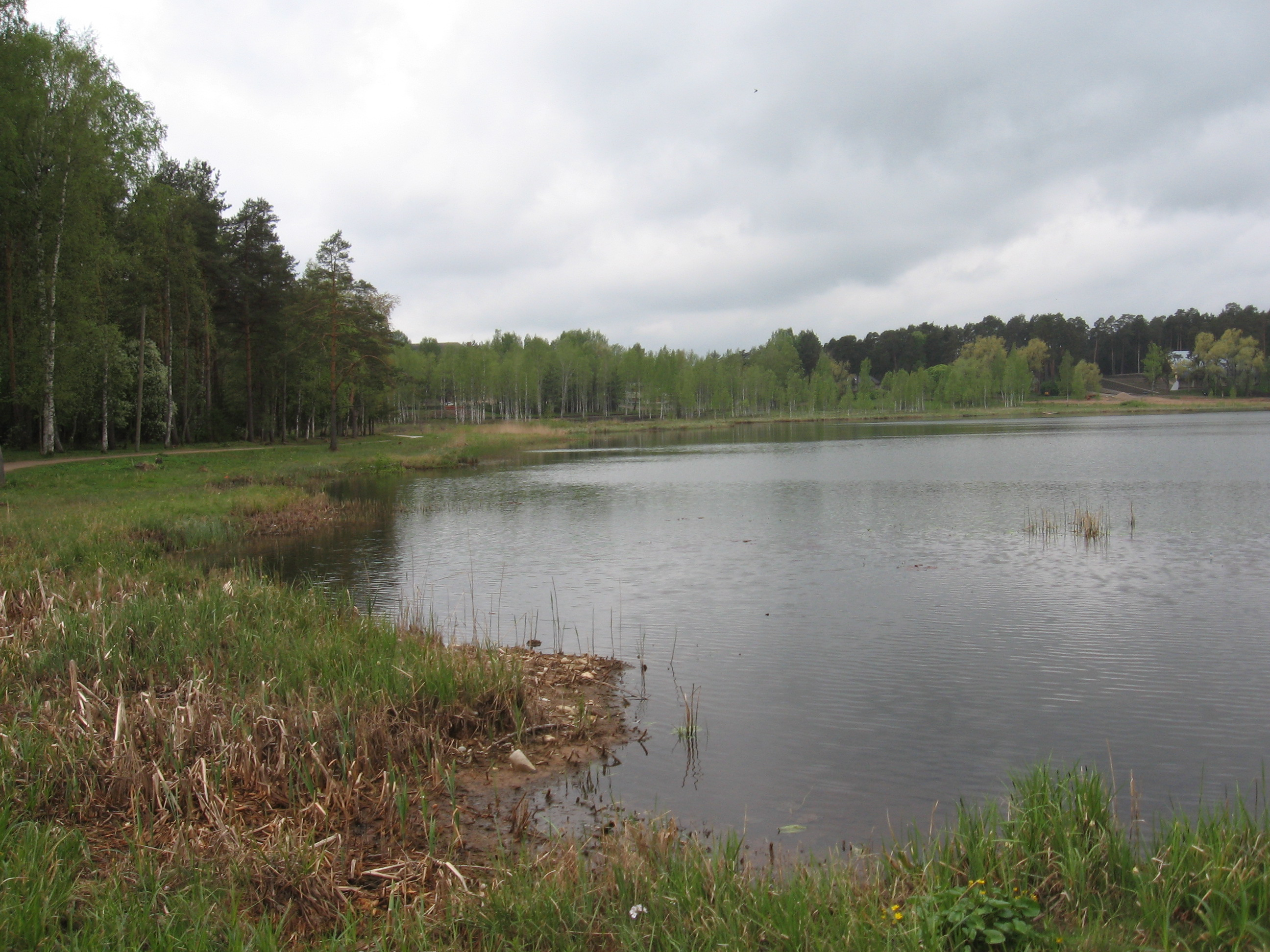
Озеро Арбі
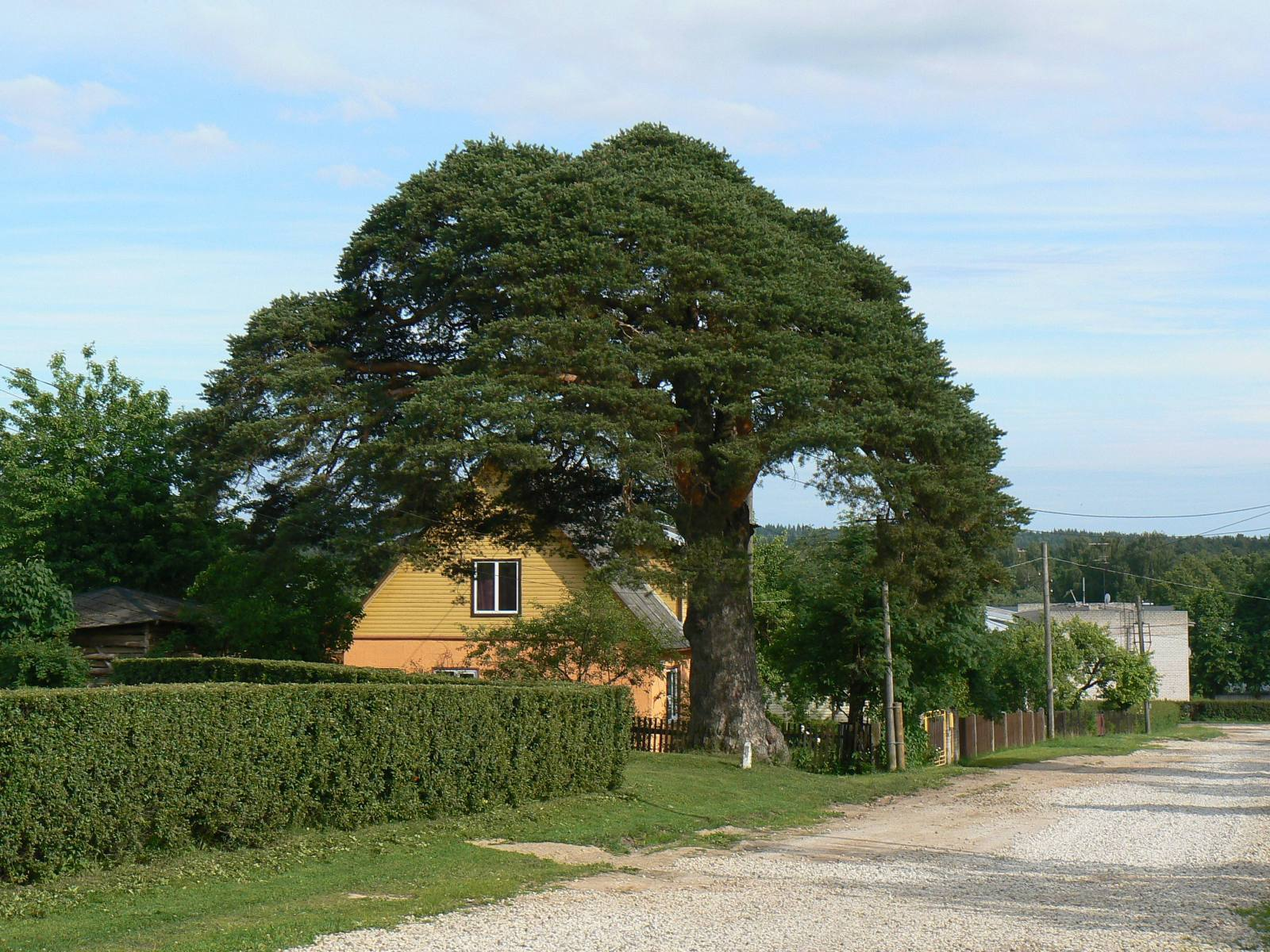
Сосна Арбімяе
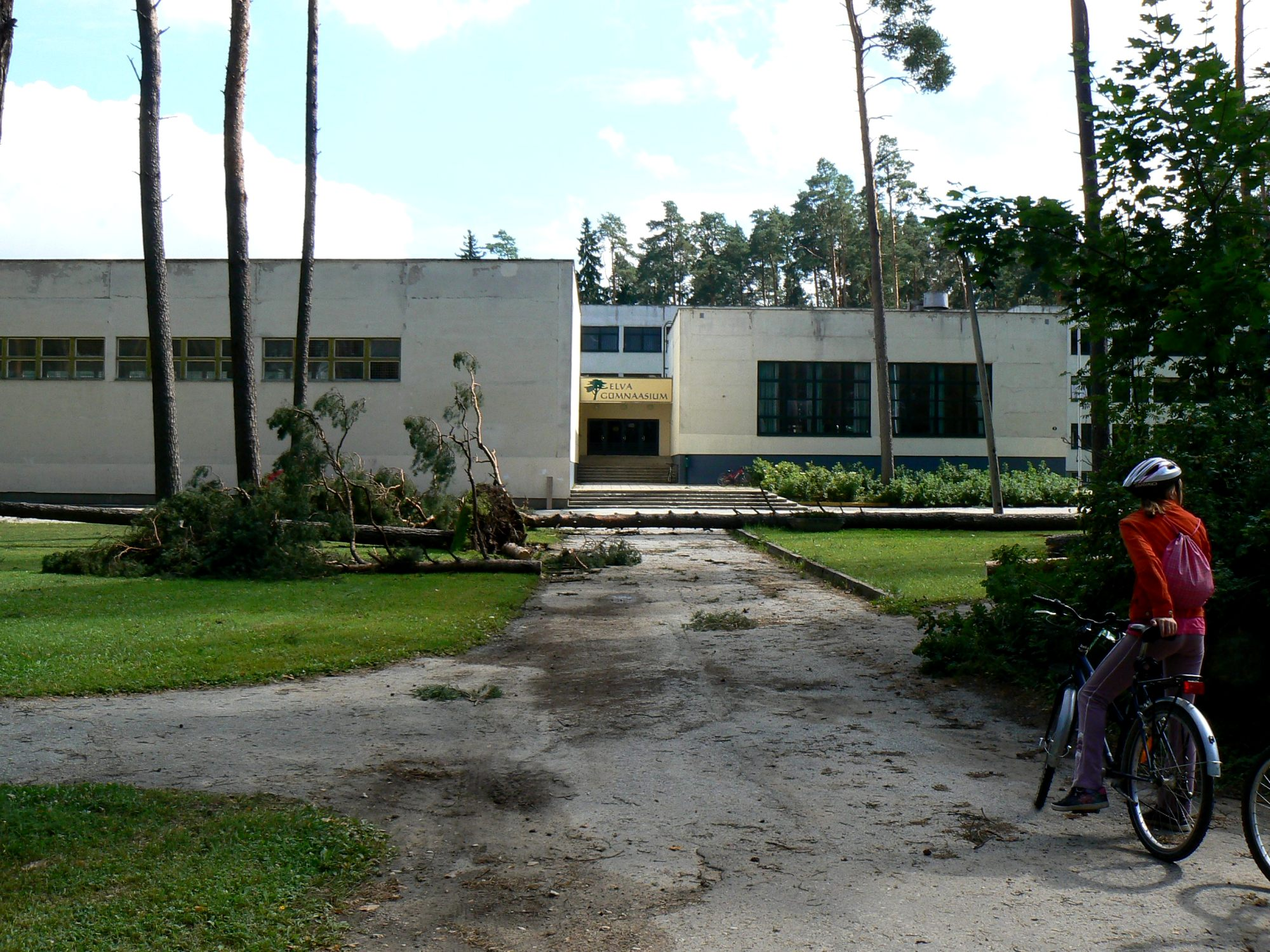
Руйнування після грози 8 серпня 2010 року
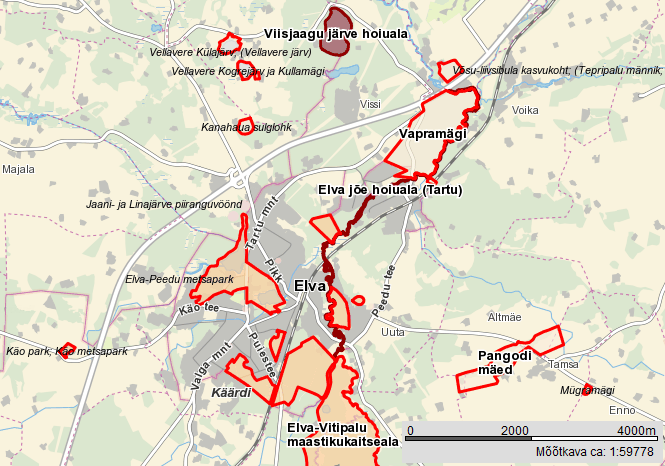
Природоохоронні території

## Транспорт
У місті діє залізнична станція на лінії Тарту — Валґа. На станції працює інформаційний центр для туристів.
Через західне і північно-західне передмістя Елва проходить автошлях 3 (Йигві — Тарту — Валґа), естонська частина європейського маршруту E264. Від міста починаються дороги 22150 (Елва — Пуг'я), 22158 (Елва — Кінстлі), 22159 (Елва — Палупера — Кягрі), 22160 (Елва — Ранну). Через населений пункт проходить автошлях 22152 (Вапрамяе — Елва — Калме)

## Історія
Існують дві версії походження назви міста. За першою найпоширенішою назва походить від шведського слова elva, що означає «одинадцять» — у кінці XIX століття власник мизи Меері О. Сейдліц побудував одинадцять котеджів навколо озера Арбі, з яких згодом виросло місто. Інше пояснення назви має грузинське коріння, оскільки грузинські робітники будували Тарту-Ризьку залізницю, і означає «блискавка» від грузинського слова ელვა /елва/. Хоча річка Елва вже згадувалася в книгах XVII століття.
Територія, де розташоване місто Елва, у минулому належала маєткам Удерна, Меері та Конґута.
1889 року побудована залізнична станція Елва.
З 1923 року Елва — містечко (alev). 1 травня 1938 року населений пункт отримав статус міста (linn) і згідно з Законом про місто належав до міст третьої ступені (місто з населенням менш ніж 10 000 осіб).
Упродовж 1950—1962 років Елва — адміністративний центр Елваського району. З 21 грудня 1962 року місто в складі Тартуського району.
16 травня 1991 року місту Елва наданий статус місцевого самоврядування.
8 травня 2000 року Елва отримало свій герб та прапор. Проект герба, розроблений художником Віктором Алексєєвим, міська рада Елва схвалила ще восени 1938 року. Проте затвердженню герба Президентом Республіки завадила радянська окупація Естонії.
|                                                         |
| Герб та прапор міського самоврядування Елва (2000—2017) |

29 грудня 2016 року на підставі Закону про адміністративний поділ території Естонії Уряд Республіки прийняв постанову № 168 про утворення нової адміністративної одиниці — волості Елва — шляхом об'єднання територій міського самоврядування Елва та волостей: Конґута, Пуг'я, Ранну, Ринґу та Палупера. Зміни в адміністративно-територіальному устрої, відповідно до постанови, мали набрати чинності з дня оголошення результатів виборів до ради нового самоврядування.
15 жовтня 2017 року в Естонії відбулися місцеві вибори. Утворення волості Елва набуло чинності 24 жовтня 2017 року. Місто Елва втратило статус самоврядування і вилучено з «Переліку адміністративних одиниць на території Естонії». EHAK-код міста змінений з 0170 на 1586. Елва стало адміністративним центром новоутвореної волості.

## Пам'ятки
- Лютеранська кірха (Elva  kirik), пам'ятка архітектури 20-х років XX століття.[13]
- Пожежна частина початку XX століття.[14]
- Залізничний вокзал.[15]
- Аптекарський житловий будинок.[16]
- Водяний млин, збудований у XIX столітті.[17]
- Історичний лісний цвинтар.[18]
- Памятник загиблим у війні за незалежність Естонії та в II світовій війні.[19]
- Памятник художнику Едуарду Кутсару.[20]
- Памятник драматургу Гуґо Раудсеппу.

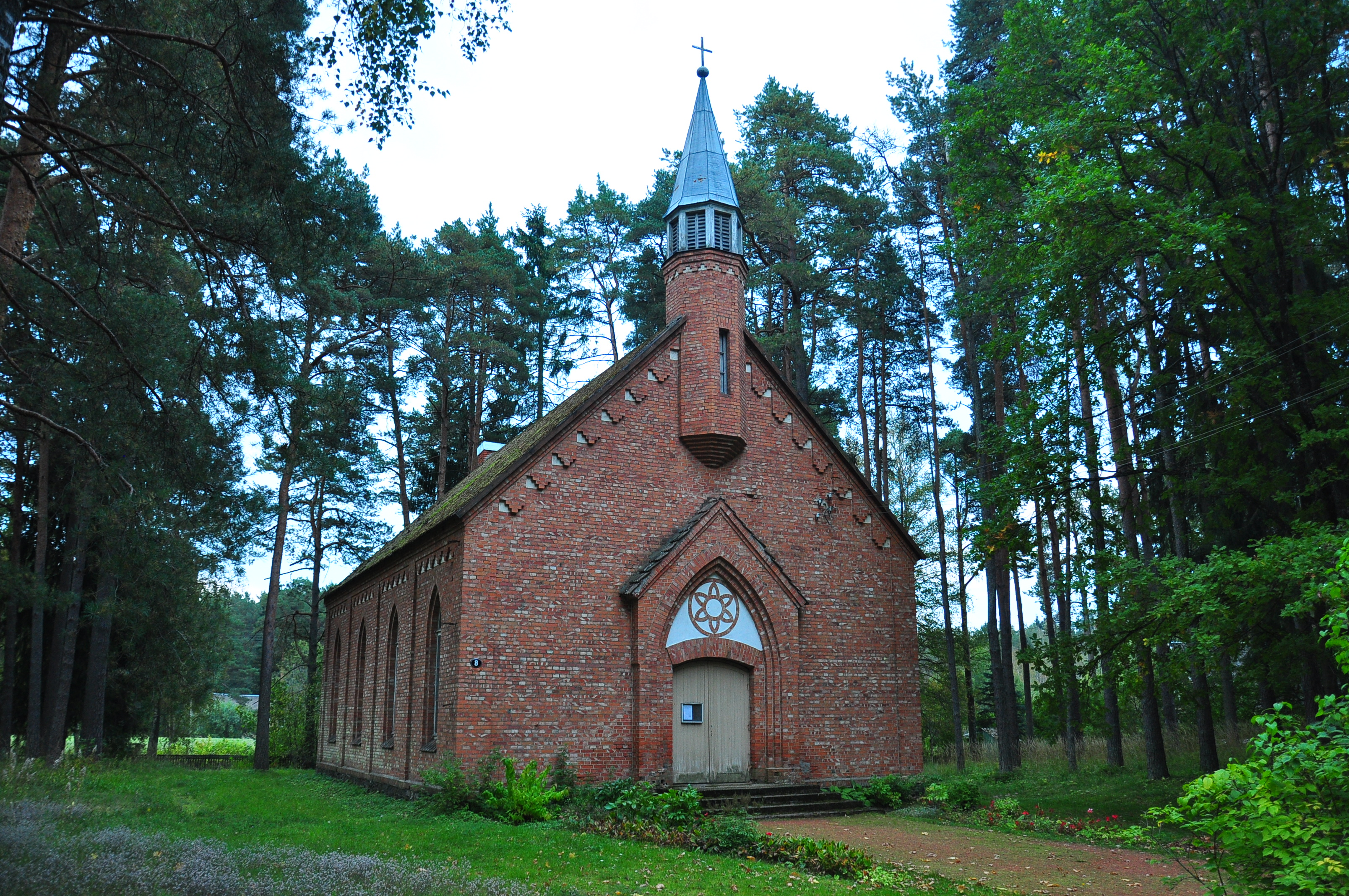
Кірха
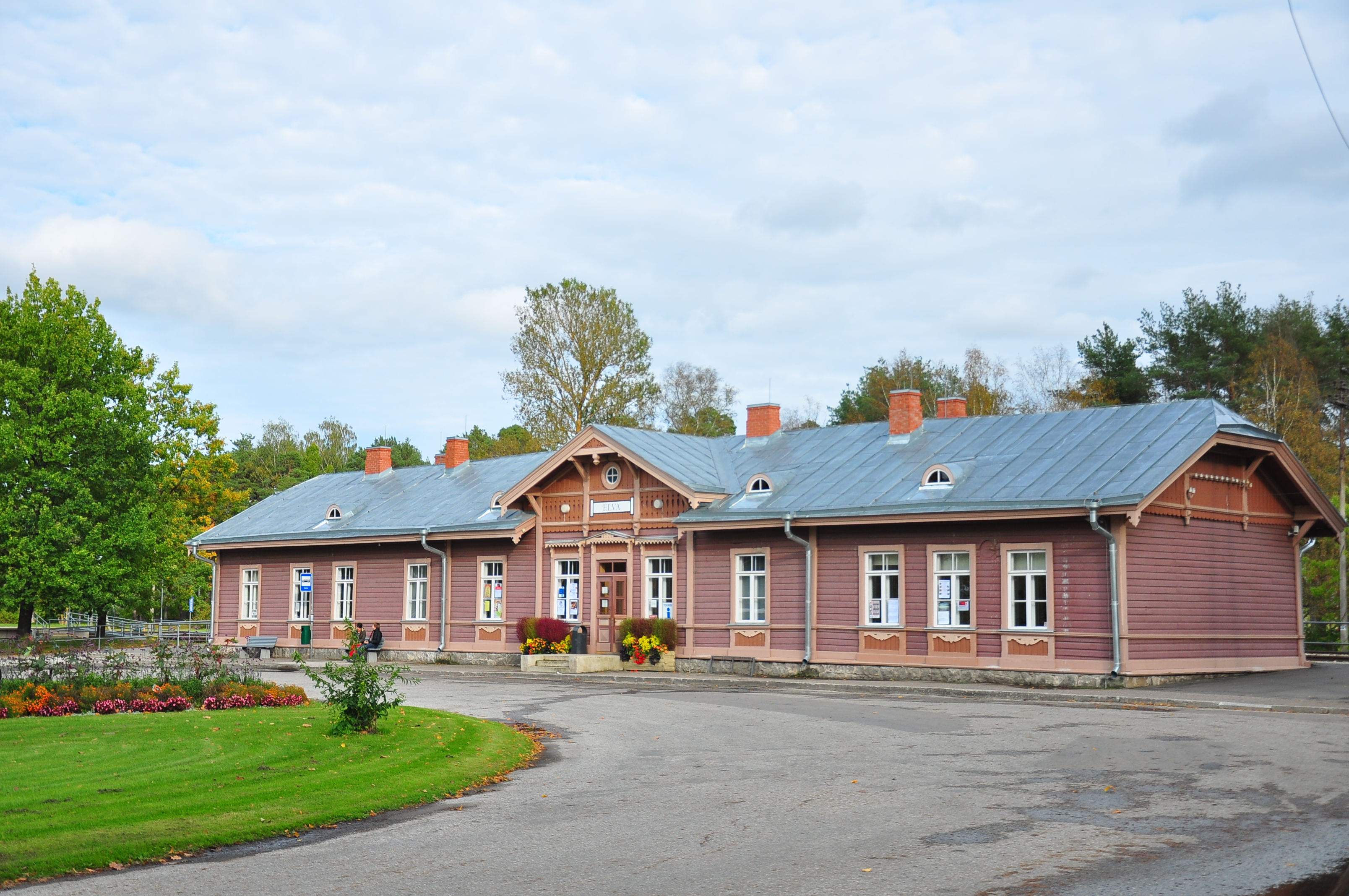
Залізничний вокзал
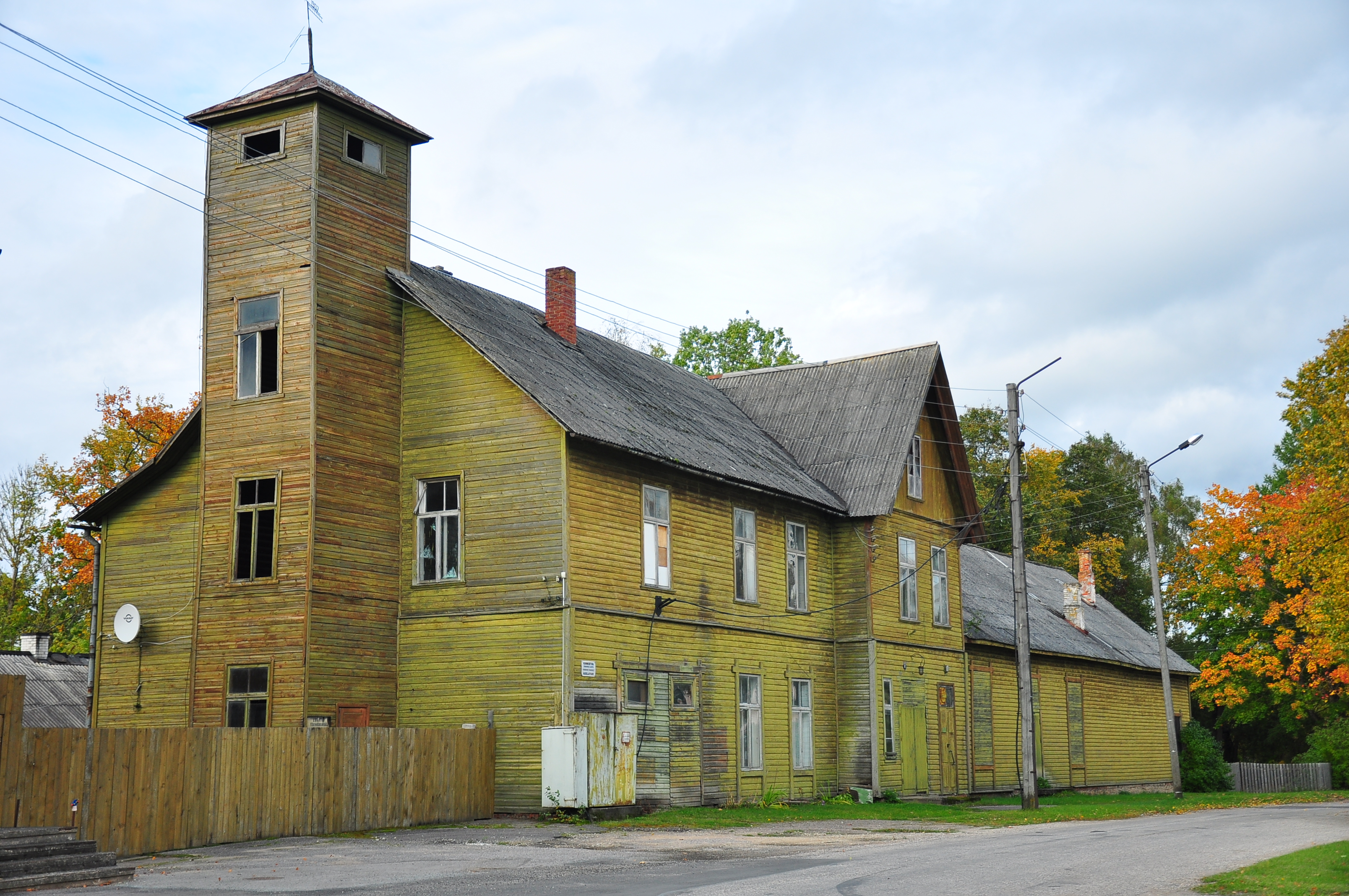
Пожежна частина
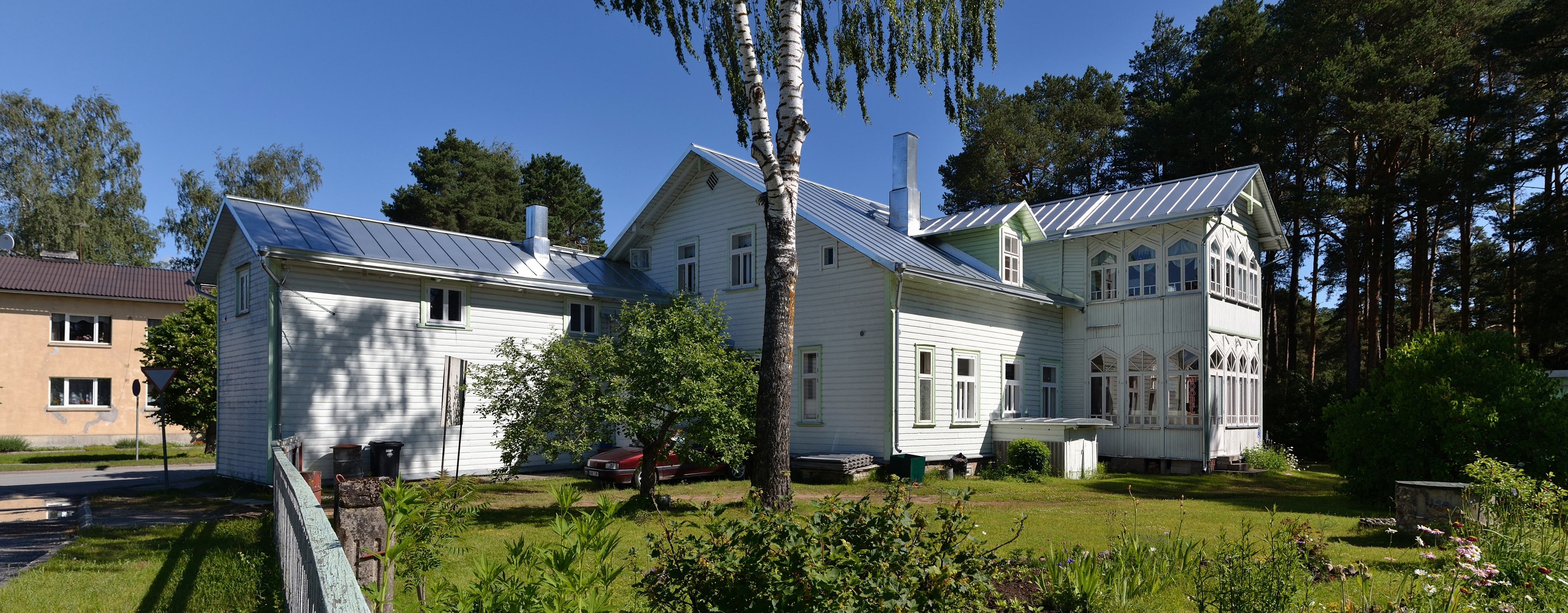
Аптекарський житловий будинок
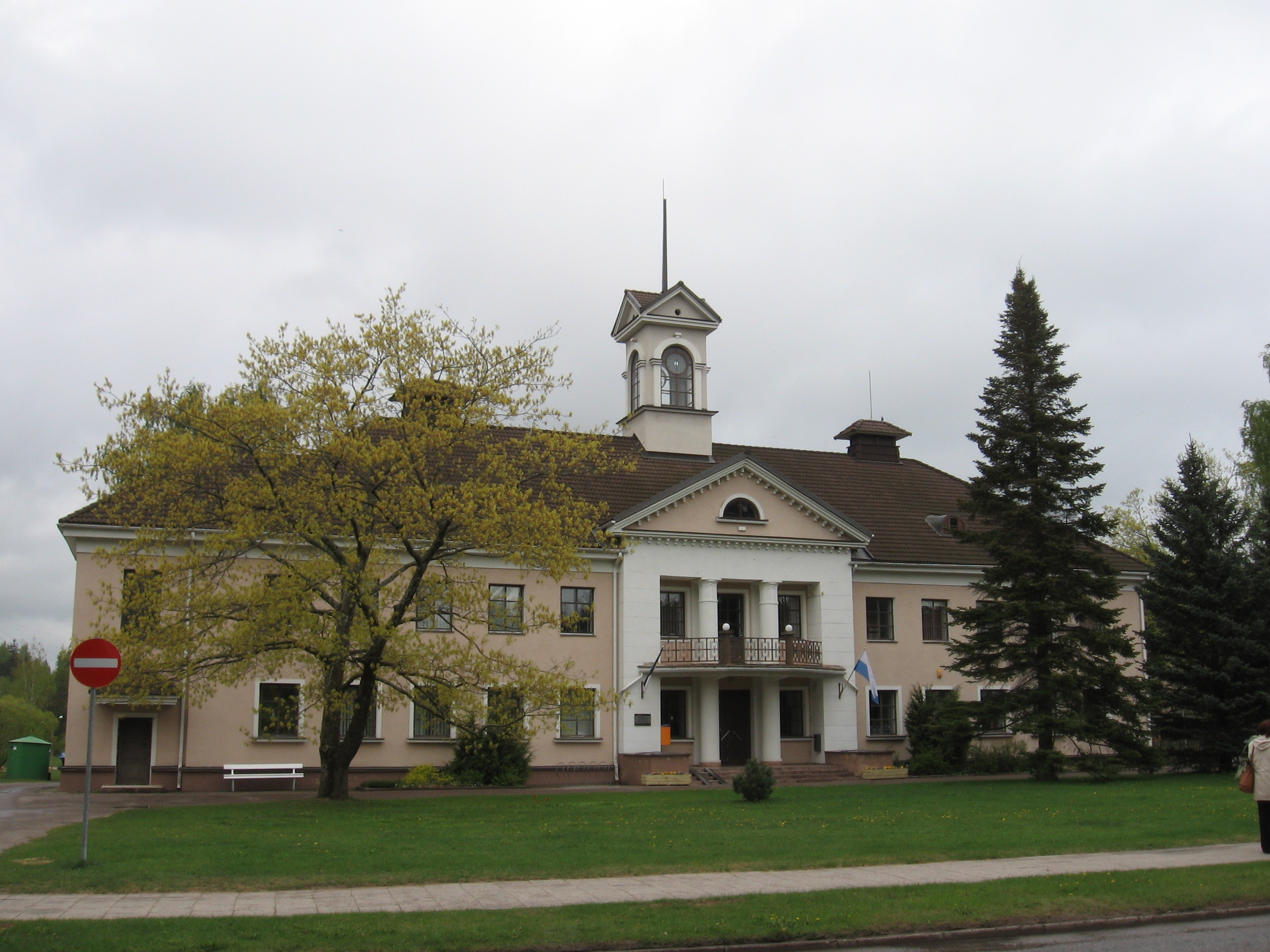
Будівля волосної управи
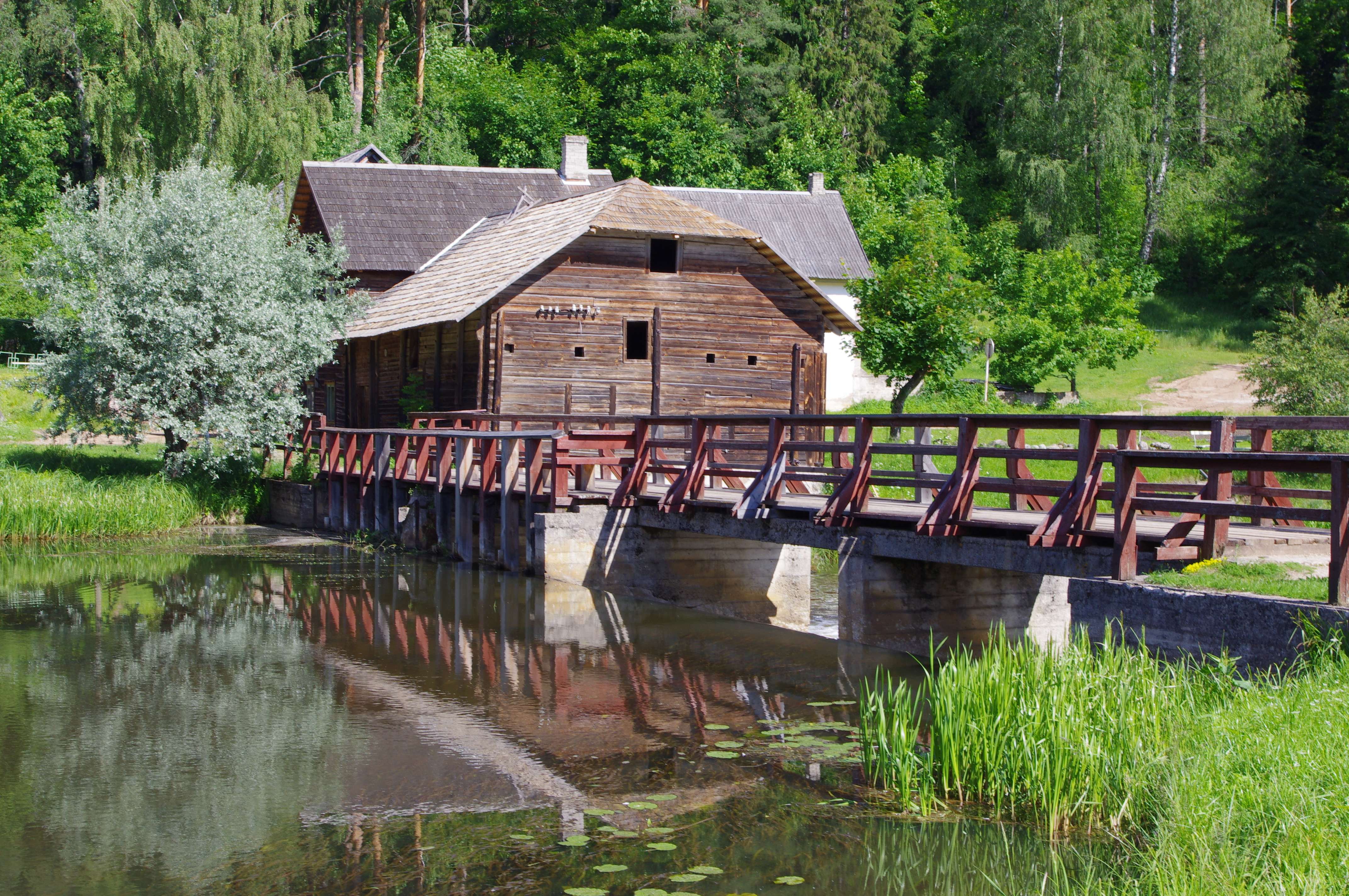
Водяний млин
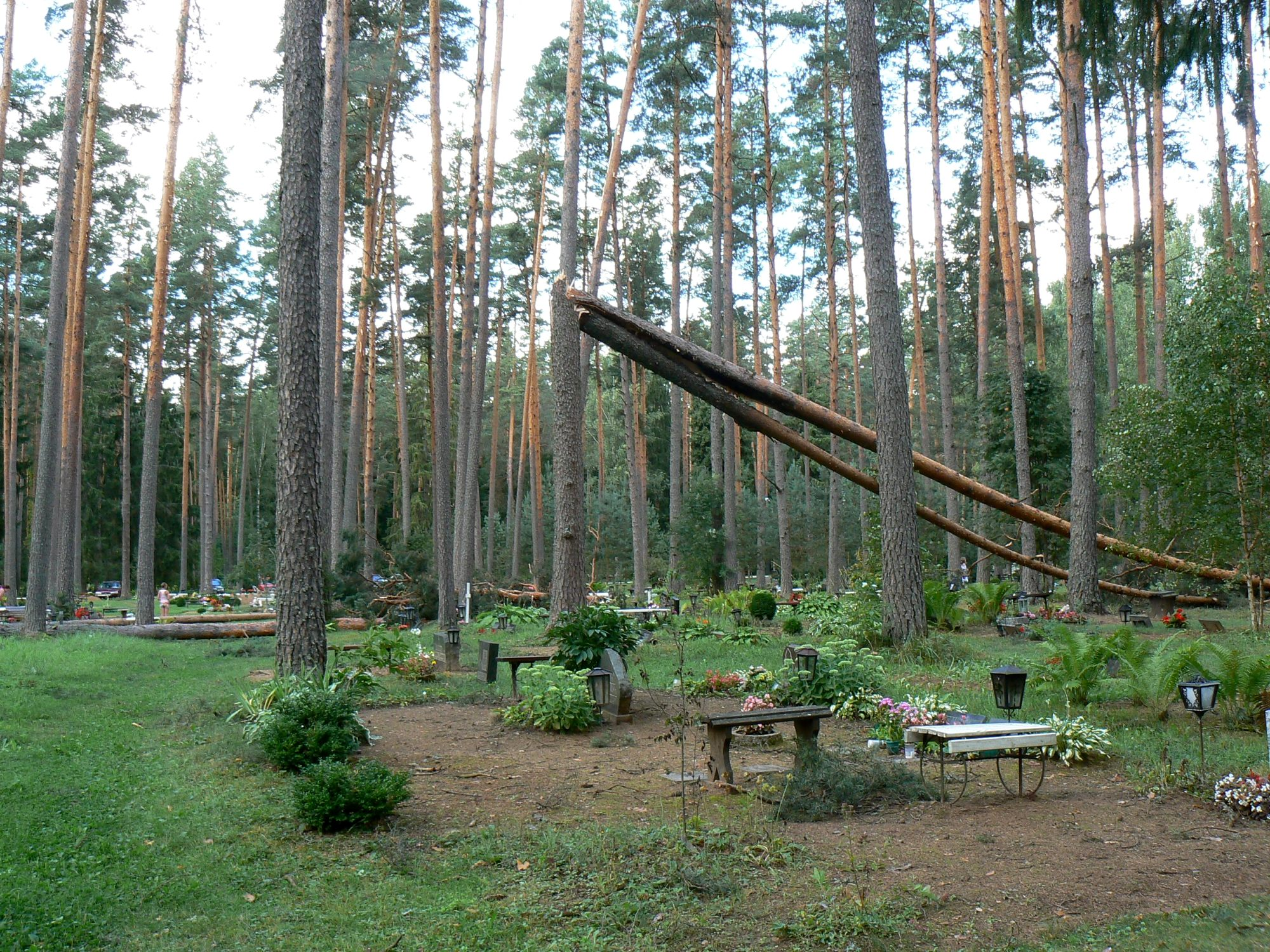
Лісний цвинтар після грози 8 серпня 2010 року
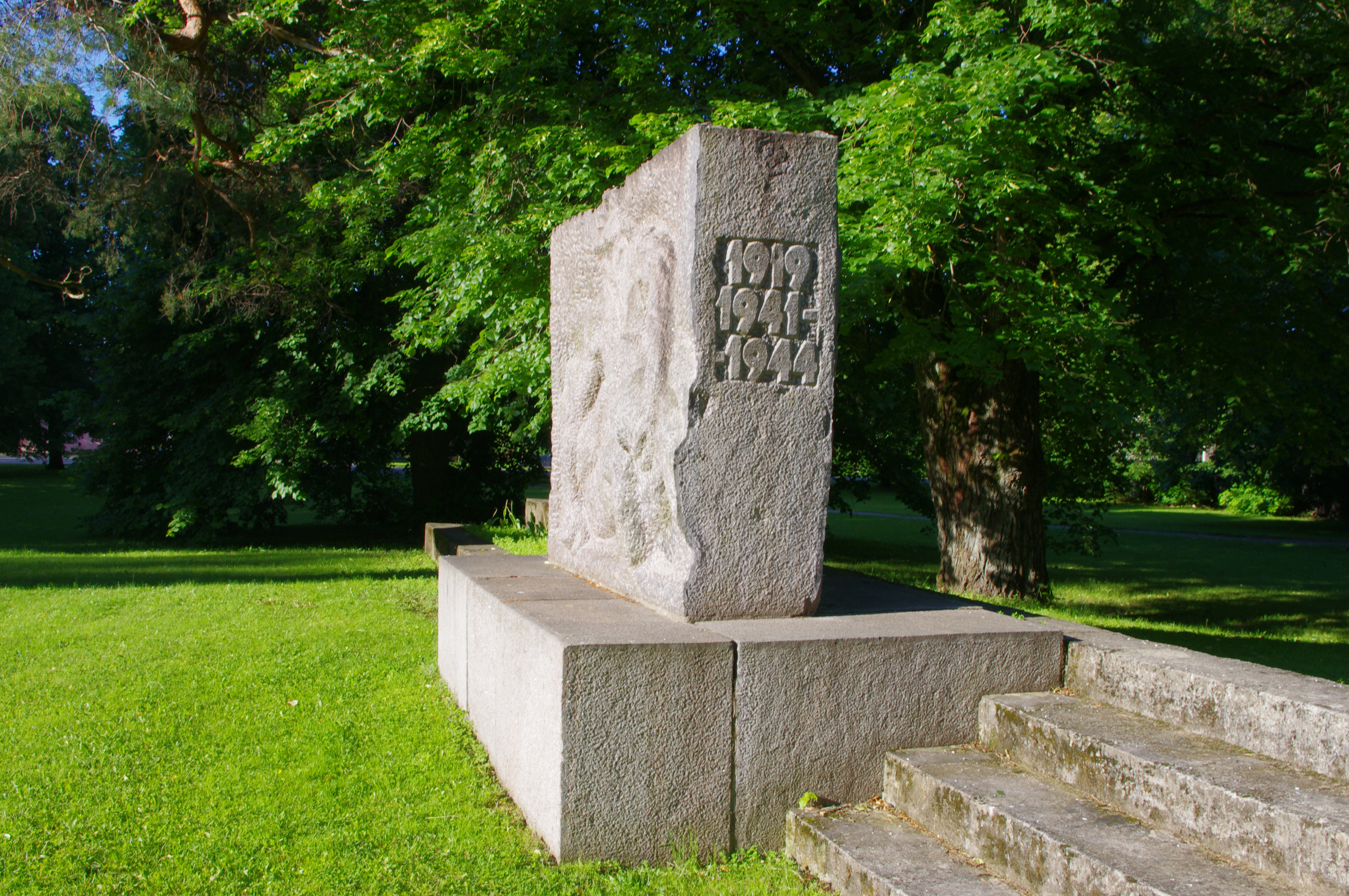
Памятник загиблим у війні за незалежність Естонії та в II світовій війні

## Мери
| 1990–1993 |  | Калле Сепп (Kalle Sepp)                        |
| 1993–1998 |  | Вяйно Уйбо (Väino Uibo)                        |
| 1998      |  | Евелін Муґу (Evelin Mugu), виконуюча обов'язки |
| 1998–1999 |  | Калле Юрґенсон (Kalle Jürgenson)               |
| 1999–2002 |  | Ааре Андерсон (Aare Anderson)                  |
| 2002–2007 |  | Урмас Круузе (Urmas Kruuse)                    |
| 2007–2011 |  | Рено Лайдре (Reno Laidre)                      |
| 2011–2015 |  | Тоомас Ярвеоя (Toomas Järveoja)                |
| 2015–2017 |  | Ева Камс (Eva Kams)                            |
| 2017      |  | Айвар Иун (Aivar Õun)                          |

## Міжнародні стосунки
Міста-побратими
- Сало, Фінляндія
- Зестафоні, Грузія

Муніципалітети-побратими
- Кемпеле, Фінляндія
- Крістінегамн, Швеція

## Культура

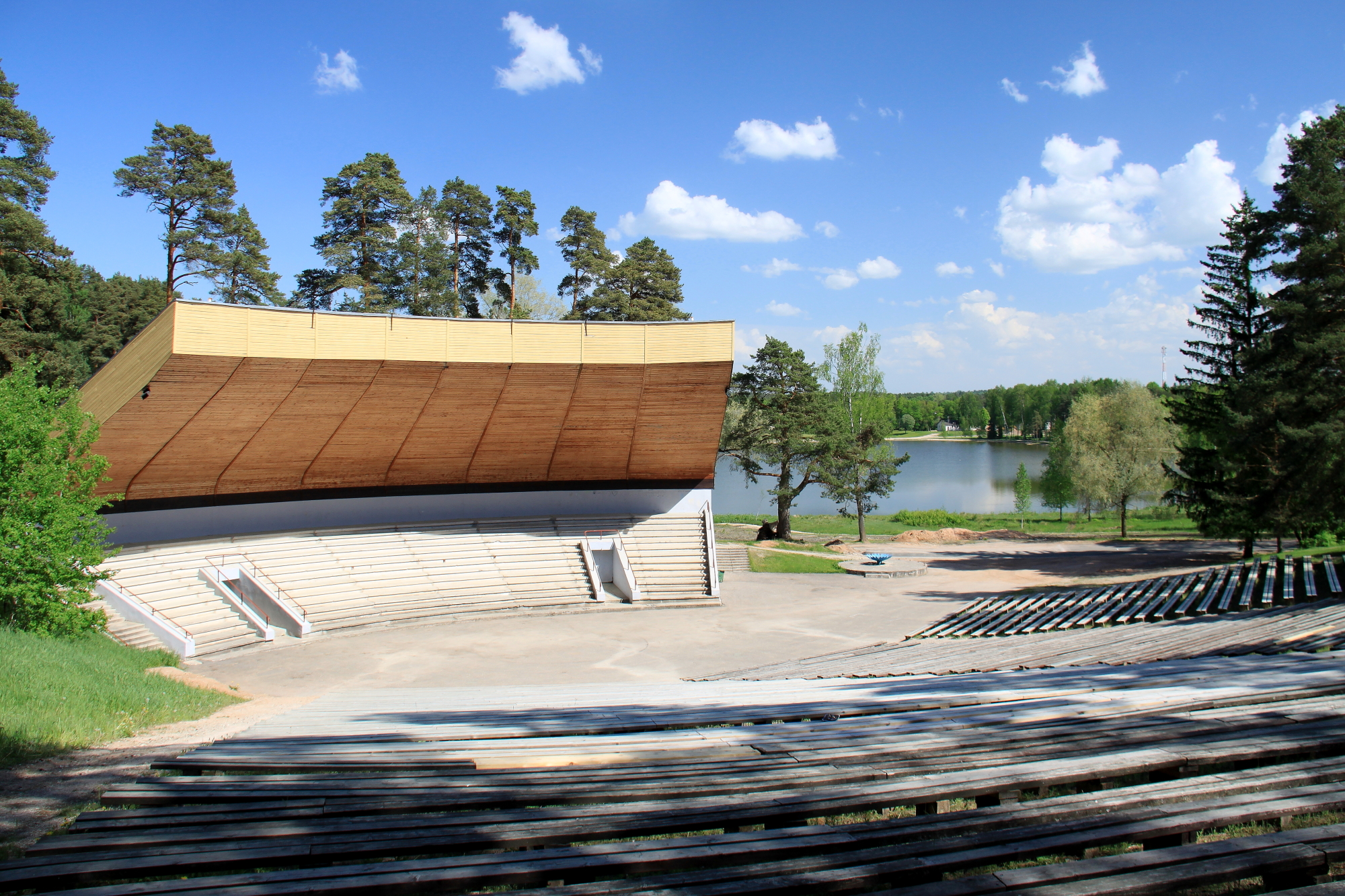
Амфітеатр поблизу озера Арбі

З 1911 року місто має власний духовий оркестр.
1959 року відкритий Елваський краєзнавчий музей, який з 1990 року мав назву Тартуського. 31 січня 2013 року установа припинила діяльність, а більшість експонатів передана до Естонського національного музею.
1990 року в місті засновано Естонське товариство прихильників сім'ї Штраусів.
Улітку на березі озера Арбі на відкритій сцені відбуваються пісенні фестивалі.

## Спорт
Узимку в третю неділю лютого проходить щорічний Тартуський марафон, що входить до серії Worldloppet. Траса змагання прокладена від міста Отепяе до Елва. Улітку є можливість пройти цю дистанцію в 60 км на гірських велосипедах.
У місті 2000 року заснований футбольний клуб «Елва».